# 美国公共卫生服务勋奖

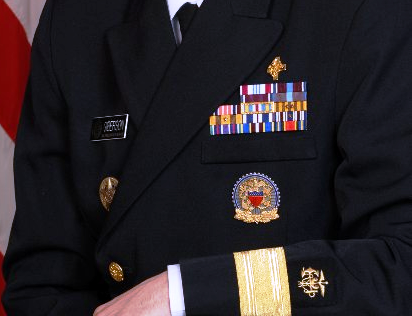
Scott Giberson准将的军常服上的公共卫生服务军官团嘉奖、特殊技巧章和识别章。

美国公共卫生服务军官团，作为美国七支制服服务之一，有权力颁发不同嘉奖、表扬和其他徽章给它的成员。这些包括个人荣耀嘉奖、单位荣耀嘉奖，服务奖项，训练缎带、特殊技巧章和识别章。以下军官团嘉奖是以军官团的奖项优先顺序排列：

## 个人奖项和授勋
- 公共卫生服务杰出服务勋章 - 佩戴在国防部杰出服役勋章之后，陆军杰出服役勋章、海军杰出服役勋章、空军杰出服役勋章和海岸防卫队杰出服役勋章之前
- - 佩戴在国防部优越服务奖章之后，医务总监奖章之前
- 医务总监奖章 - 佩戴在公共卫生服务杰出服务勋章之后，医务总监优秀服务奖章之前
- 医务总监优秀服务奖章 - 佩戴在医务总监奖章之后，功绩勋章之前
- 公共卫生服务出色服务奖章 - 佩戴在国防部军功奖章之后，其他制服服务的军功奖章之前
- 公共卫生服务嘉许奖章 - 佩戴在联合服务嘉许奖章之后，其他制服服务的嘉许奖章之前
- 公共卫生服务成就奖章 - 佩戴在联合服务成就奖章之后，其他制服服务的成就奖章之前
- 公共卫生服务嘉许章 - 佩戴在其他制服服务的成就奖章之后，战斗行动缎带之前

## 单位嘉奖
- 公共卫生服务总统部队嘉许章 - 公共卫生服务最高级的部队嘉许奖项
- 公共卫生服务出色单位嘉许章 - 公共卫生服务最二高级的部队嘉许奖项
- 公共卫生服务单位嘉许章 - 公共卫生服务最三高级的部队嘉许奖项

## 服务及战役奖章
- 公共卫生服务天花根除战役章
- 公共卫生服务全球卫生战役章
- 公共卫生服务伊波拉战役章
- 公共卫生服务危险职务奖章
- 公共卫生服务外地职务奖章
- 公共卫生服务特别职务奖章
- 公共卫生服务隔离困苦职务奖章
- 公共卫生服务危机回应服务奖章
- 公共卫生服务全球回应服务奖章
- 公共卫生服务回应服务奖章
- 公共卫生服务国家紧急应变奖章
- [3]
- 公共卫生服务百周年部队嘉许奖章
- 公共卫生服务恒常部队奖章
- 军官团训练章

## 机构及组织嘉奖
以下由不同与公共卫生服务使命相关的组织和机构所颁发的嘉奖可以随以下优先顺序，在出席相关组织活动时佩戴在制服上。

- 军官团军官协会 (COA)[5]
- 美国军医协会 (AMSUS)
- 后备役军官协会 (ROA)

## 特殊技能章和识别章

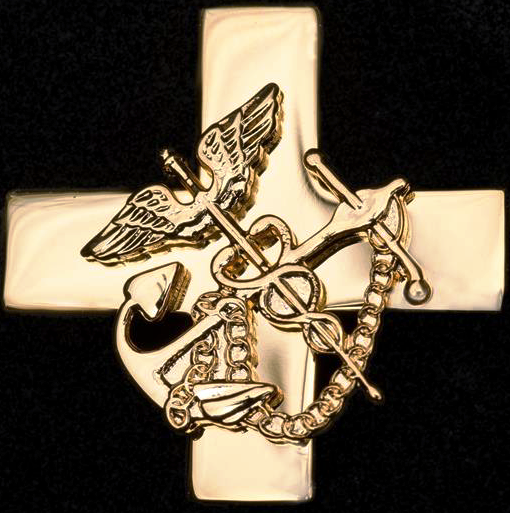
公共卫生服务军官团的行动医疗应变章，军官团的唯一特殊技能章，嘉许军官团行动时超越部队应变标准的军官。

军官团军官能在制服上佩戴最多两枚特殊技能章和两枚识别章。公共卫生服务技能章和识别章比其他制服服务的优先
- 医务总监识别章 (SG)
- 副医务总监识别章 (DSG)
- 负责军官识别章 (OIC)
- 专业长官识别章 (CPO)
- 行动医疗应变章 (FMRB) [7]
- 助理招募长官识别章 (ARL) [3]
- 助理招募员识别章 (AR) [3]
- 卫生及公共服务部识别章 (HHS ID)